# Xavier de Mérode

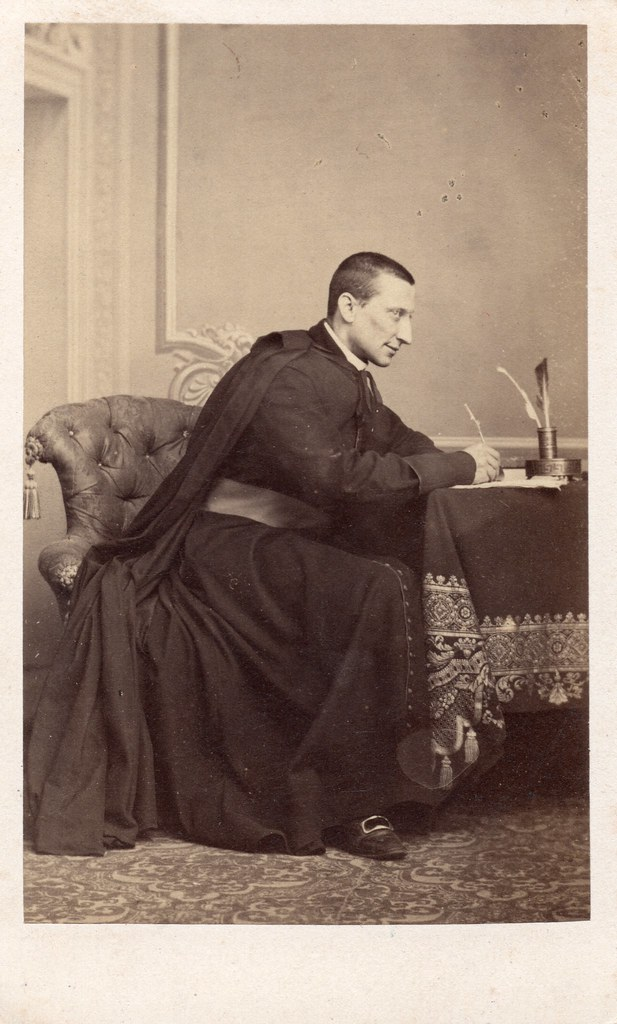
Xavier de Mérode

Frédéric François Xavier Ghislain de Mérode, född 26 mars 1820 i Bryssel, död 11 juli 1874 i Rom, var en belgisk prelat och politiker. Han var son till Félix de Mérode. 
Mérode var 1860–65 Kyrkostatens krigsminister samt utnämndes 1866 till geheimeallmoseutdelare och ärkebiskop av Mytilene.